# Třída Sultan Moulay Ismail
Třída Sultan Moulay Ismail je třída fregat marockého královského námořnictva. Jedná se o plavidla nizozemské modulární konstrukce typové řady SIGMA (obdoba německé rodiny válečných lodí MEKO), postavené ve verzi Sigma 9813. Postaveny byly celkem dvě jednotky této třídy, zařazené do služby roku 2012.

## Stavba
Roku 2008 Maroko u nizozemské loděnice Damen Schelde Naval Shipbuilding (DSNS) ve Vlissingenu objednalo stavbu dvou fregat typu Sigma 9813 a jedné větší typu Sigma 10513 (pozdější fregata Tarik Ben Ziyad). Menší fregaty Sultan Moulay Ismail (614) a Allal Ben Abdellah (615) byly postaveny v letech 2009–2012.
Jednotky třídy Sultan Moulay Ismail:
| Jméno                      | Zahájení stavby | Spuštěna   | Vstup do služby | Status  |
| -------------------------- | --------------- | ---------- | --------------- | ------- |
| Sultan Moulay Ismail (614) | březen 2009     | únor 2011  | 10. března 2012 | aktivní |
| Allal Ben Abdellah (615)   | září 2009       | říjen 2011 | 8. září 2012    | aktivní |

## Konstrukce

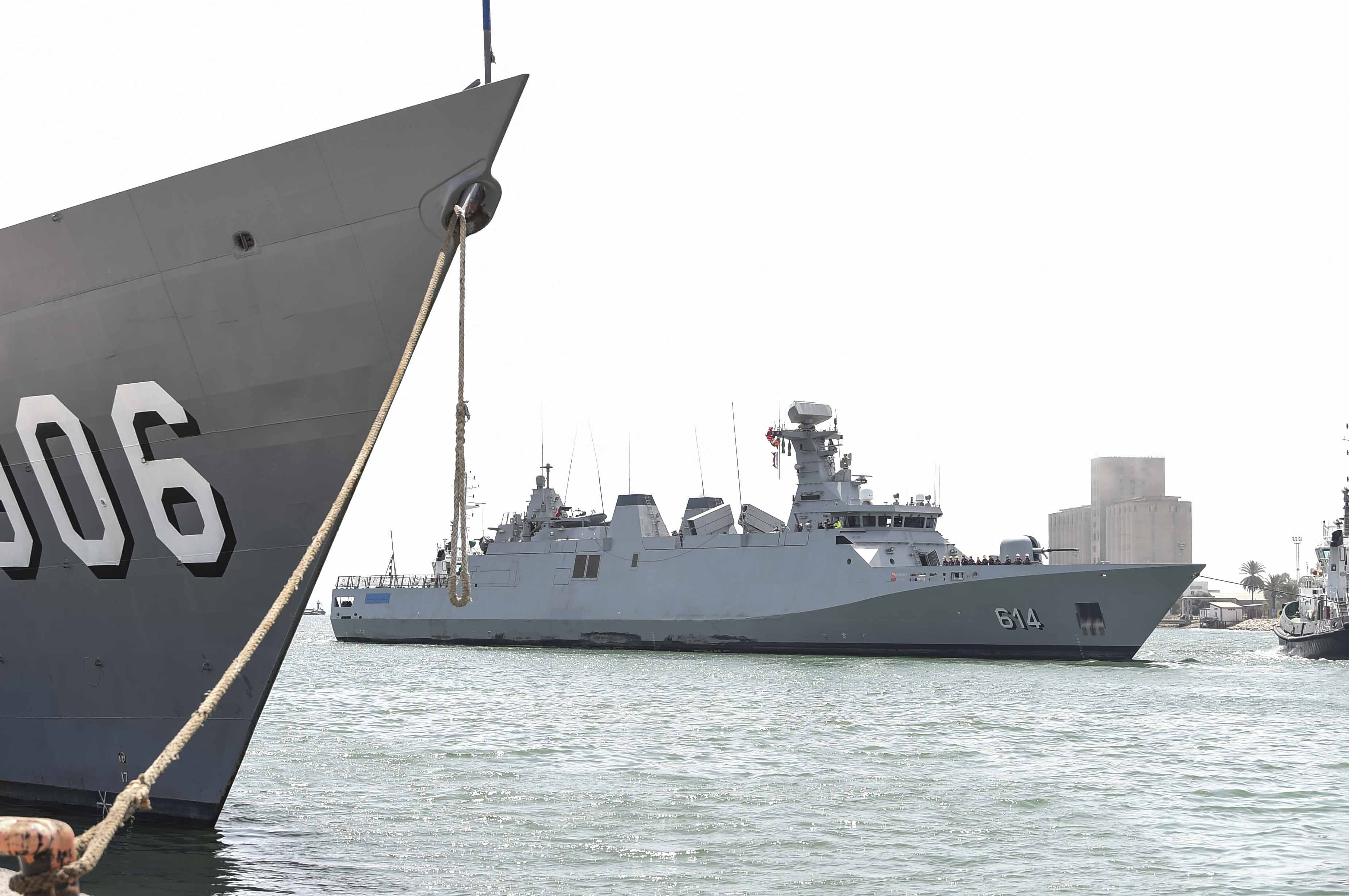
Sultan Moulay Ismail (614) v Tunisu

Plavidlo má modulární konstrukci. Trup je zhotoven z vysokopevnostní oceli AH36. Je vybaveno bojovým řídícím systémem Thales TACTICOS, radarem řízení palby Thales LIROD Mk2 FC, 3D přehledovým radarem Thales Smart-S Mk2, elektronickým obranným systémem (ESM) Thales VIGILE 100 a dvěma optotronickými systémy Thales Target Designation Sights (TDS). K detekci ponorek slouží trupový sonar Thales KINGKLIP UMS 4132. Obranné systémy doplňuje vrhač klamných cílů TERMA SKWS a systém Thales SCORPION.
Hlavňovou výzbroj tvoří jeden 76mm kanón OTO Melara Super Rapid v dělové věži na přídi a dva 20mm kanóny. K obraně proti vzdušným cílům slouží protiletadlové řízené střely MBDA MICA s dosahem 20 km, startující z dvanácti vertikálních vypouštěcích sil. Údernou výzbroj představují čtyři protilodní střely MM.40 Exocet Block III. Plavidlo dále nese dva trojhlavňové 324mm torpédomety B515 pro lehká protiponorková torpéda Eurotorp A244S. Na zádi se nachází přistávací plocha a hangár pro uskladnění jednoho vrtulníku. Plavidlo nese dva rychlé inspekční čluny RHIB.
Pohonný systém je koncepce CODOE. Tvoří jej dva diesely SEMT-Pielstick 20PA6B STC, každý o výkonu 8100 kW, pohánějící dva pětilisté lodní šrouby. Nejvyšší rychlost dosahuje 27,5 uzlu. Dosah je 4000 námořních mil při 18 uzlech. Vytrvalost plavidla činí 20 dní.